# Angelica Garnett
Angelica Garnett, rodným jménem Angelica Vanessa Bell (25. prosince 1918 Charleston Farmhouse, Firle, Spojené království – 4. května 2012 Aix-en-Provence, Francie), byla britská spisovatelka a malířka, dcera Vanessy Bell a Clive Bella. Její tetou byla Virginia Woolfová.

## Životopis

### Začátky
Angelica Vanessa Bell se narodila 25. prosince 1918 v rodinném sídle Charleston Farmhouse v městečku Firle v hrabství East Sussex. Byla dcerou malířky a zakladatelky skupiny Bloomsbury, Vanessy Bell a kritika Clive Bella. Jejím biologickým otcem byl však malíř Duncan Grant. Angelica do svých sedmnáctých let o skutečném otci nevěděla. Měla dva bratry, syny Cliva a Vanessy, Juliana a Quentina. Julian se narodil v roce 1908 a zemřel ve španělské občanské válce v roce 1937. Byl básníkem. Quentin se narodil v roce 1910 a zemřel v roce 1996. Byl historikem umění. Mladší sestra její matky byla Virginia Woolfová, spisovatelka a členka Bloomsbury.

### Osobní život
Dětství trávila Angelica střídavě v rodinném panství Charleston, v té době patřící lordu Gagemu, a v domě 46 na Gordon Square v Londýně. V roku 1929 začala navštěvovat Longford Grove School v Essexu. Zajímala se o umění, literaturu a historii. Na škole pobyla šest let. V šestnácti odjela s rodiči do Říma a rozhodla se být herečkou. Později ji rodiče poslali do Paříže, aby se tam naučila jazyk. Žila v domě umělců Zoum a François Walterových, kteří Angelicu hodně ovlivnili. Po návratu do Londýna začala studovat London Theatre Studio. Nakonec se rozhodla být malířkou a zapsala se proto na studium Euston Road School.
V roce 1942 se i přes protesty rodičů provdala za spisovatele Davida Garnetta. Ten byl dřívějším milencem jejího biologického otce. Měli spolu čtyři dcery. Amaryllis Virginia (1943-1973) byla herečkou, Henrietta (1945) je spisovatelkou a zároveň rodinnou kronikářkou, Nerissa Stephen zvaná Nel (1946–2004) byla malířkou, spisovatelkou a keramičkou, a byla dvojčetem Frances, familiérně zvané Fanny (1946).

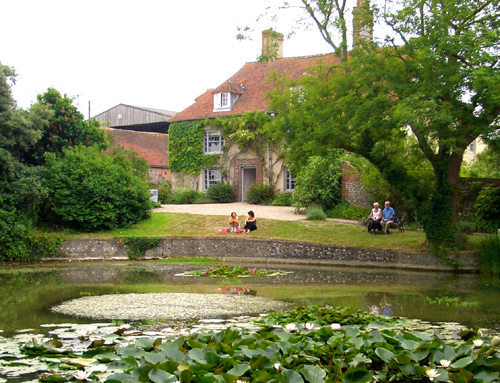
Panství Charleston ve Východním Sussexu

Manželství s Garnettem vydrželo do sedmdesátých let. Když Duncan Grant v roce 1978 zemřel, rozhodla se Angelica založit Nadaci Charleston, která by původní rodinné sídlo udržovala a časem zpřístupnila veřejnosti. V roce 1983 opustila Británii a usadila se v městečku Forcalquier v Provence. Tam žila až do 4. května 2012, kdy ve věku 93 let zemřela.

### Kariéra
Angelica Garnett v průběhu svého života vystavovala obrazy v Miláně, Londýně, Forcalquier a Charlestonu. Krom obrazů a návrhů interiérů se Angelica věnovala i psaní. Napsala několik esejí a dvě knihy. V roce 1983 vyšly vzpomínky s názvem Deceived with Kindness. A Bloomsbury Childhood, ve kterých se zpovídá ze svého života se členy Bloomsbury a o nelehkém vztahu s matkou. Dílo bylo oceněno Cenou Joea Ackerleyho za autobiografii roku. Druhá kniha nazvaná The Unspoken Truth je soubor fiktivních příběhů založených na prožitých zážitcích.
Svojí poslední výstavu měla Angelica Garnett v místě svého narození v Charlestonu, který v dubnu 2012 ještě stihla navštívit.